# Proteopharmacis
Proteopharmacis is een geslacht van vlinders van de familie spanners (Geometridae), uit de onderfamilie Ennominae.

## Soorten
- P. mixta Butler, 1882
- P. valdiviata Felder & Rogenhofer, 1874